# Xã Levan, Quận Jackson, Illinois
Xã Levan (tiếng Anh: Levan Township) là một xã thuộc quận Jackson, tiểu bang Illinois, Hoa Kỳ. Năm 2010, dân số của xã này là 850 người.